# Карнилл, Денис
Денис Джон Карнилл (англ. Denys John Carnill, 11 марта 1926, Хампстед, Большой Лондон, Англия, Великобритания — 30 марта 2016, Уэртинг, Западный Суссекс, Англия, Великобритания) — английский и британский хоккеист (хоккей на траве), защитник. Бронзовый призёр летних Олимпийских игр 1952 года.

## Биография
Денис Карнилл родился 11 марта 1926 года в британской деревне Хампстед в окрестностях Лондона.
Начал играть в хоккей на траве в гимназии Хитчин, затем выступал за Вустерский колледж и оксфордский Тринити-колледж, в составе которого в 1949—1951 годах трижды выигрывал университетские соревнования (в том числе первые два будучи капитаном команды). Он также профессионально занимался крикетом, выступал за команды Уэлин-Гарден-Сити и Хартфордшира в чемпионате малых округов в 1949—1954 годах.
В послевоенные годы представлял в хоккее на траве «Челтнем», который на тот момент был одним из сильнейших в Глостершире.
В 1952 году вошёл в состав сборной Великобритании по хоккею на траве на Олимпийских играх в Хельсинки и завоевал бронзовую медаль. Играл на позиции защитника, провёл 3 матча, мячей не забивал.
В 1956 году вошёл в состав сборной Великобритании по хоккею на траве на Олимпийских играх в Мельбурне, занявшей 4-е место. Играл на позиции защитника, провёл 6 матчей, мячей не забивал. Был капитаном команды.
В 1960 году вошёл в состав сборной Великобритании по хоккею на траве на Олимпийских играх в Риме, занявшей 4-е место. Играл на позиции защитника, провёл 6 матчей, мячей не забивал. Был капитаном команды.
В течение карьеры провёл 45 матчей за сборную Англии и 27 матчей за сборную Великобритании по хоккею на траве.
В преддверии летних Олимпийских Игр 1964 года в Токио был назначен менеджером британской сборной, но ушёл в отставку за восемь месяцев до начала соревнований.
В 1951—1984 годах работал учителем в государственной школе Дин Клоуз в Челтнеме, преподавал историю, экономику и хоккей на траве. Также в 1950-х годах участвовал в телевизионной программе BBC, обучая детей здоровому образу жизни и спорту.
Увлекался живописью, делал акварельные пейзажи.
Умер 30 марта 2016 года в британском городе Уэртинг в Англии.

## Семья
С августа 1961 года был женат на Пэм Кларк, которая работала секретаршей заместителя директора школы. У них родились две дочери — Салли (род. 1963) и Элизабет Либби (род. 1965).

## Память
Именем Карнилла названа стипендия, учреждённая школой Дин Клоуз в 2018 году для проявивших себя учеников.